# منتخب كاليدونيا الجديدة تحت 17 سنة لكرة السلة
منتخب كاليدونيا الجديدة تحت 17 سنة لكرة السلة (بالفرنسية: Équipe de Nouvelle-Calédonie de basket-ball des moins de 17 ans)‏ هو ممثل كاليدونيا الجديدة الرسمي في المنافسات الدولية في كرة السلة
.